# 넓적다리뒤칸
넓적다리뒤칸 또는 넙다리뒤칸(posterior compartment of the thigh)은 햄스트링 근육으로 알려진 무릎 굽힘근과 엉덩관절 폄근, 혈관과 신경, 특히 궁둥신경을 포함하는 넓적다리근막칸 중 하나이다.

## 구조
넓적다리뒤칸은 근막으로 둘러싸인 근막칸이다. 안쪽근육사이막과 가쪽근육사이막으로 알려진 두 겹의 깊은근막(넙다리근막)에 의해 넓적다리앞칸과 분리되어 있다.
넓적다리뒤칸에 포함되는 근육은 다음과 같다.
- 넙다리두갈래근은 긴갈래와 짧은갈래의 두 갈래로 구성된 근육이다.
- 반힘줄근
- 반막근

넙다리두갈래근의 짧은갈래를 제외한 이 근육들(또는 힘줄)은 일반적으로 햄스트링으로 알려져 있다. 무릎 뒤쪽의 움푹 들어간 부분은 오금이라고 한다. 위 근육들의 힘줄은 오금의 양쪽에서 두드러진 선 모양 구조로 만질 수 있다. 가쪽에는 넙다리두갈래근 힘줄이, 안쪽에는 반막근과 반힘줄근의 힘줄이 있다. 햄스트링은 무릎을 구부리고 큰볼기근의 도움을 받아 걷기와 달리기 중에 엉덩관절을 편다. 반힘줄근은 비정상적으로 긴 힘줄로 인해 이름이 붙여졌다. 반막근은 위쪽에 붙는 부분의 모양이 평평하여 그 이름이 붙여졌다.

### 신경 분포
햄스트링은 궁둥신경, 특히 그 주요 가지인 정강신경의 지배를 받는다. 단, 넙다리두갈래근의 짧은갈래는 온종아리신경의 지배를 받는다. 궁둥신경은 뒤칸의 세로 축을 따라 주행한다.

### 혈액 공급
넓적다리뒤칸에 혈액을 공급하는 동맥은 아래볼기동맥과 깊은넙다리동맥의 관통가지에서 나온다. 깊언넙다리동맥은 넙다리동맥의 주요 곁가지이며 넓적다리앞칸의 일부이다. 넙다리동맥 자체는 모음근구멍을 통과하여 오금 높이에서 뒤칸으로 들어가 무릎에 혈액을 공급하는 가지를 낸다. 이 교차점에서 넙다리동맥은 오금동맥으로 이름이 바뀐다.

## 임상적 중요성
다른 근막칸과 마찬가지로 넓적다리뒤칸은 내부에 압력이 가해지면 동맥이 근육과 신경으로 혈액을 운반하기 어려워져 구획증후군이 발생할 수 있다. 급성의 경우 외상으로 인해 발생하는 경우가 가장 많다.